# Beccariella sebertii
Beccariella sebertii är en tvåhjärtbladig växtart som först beskrevs av Jean Armand Isidore Pancher, och fick sitt nu gällande namn av Jean Baptiste Louis Pierre. Beccariella sebertii ingår i släktet Beccariella och familjen Sapotaceae. Inga underarter finns listade i Catalogue of Life.